# Пересыщенный пар

Изотермы реального газа (пара). Синие кривые — изотермы при температуре ниже критической, зелёные участки на них — метастабильные состояния.
Участок правее точки G — обычный пар.
Участок GC — пересыщенный пар.
Прямая GF — обычный переход пар↔жидкость, динамическое равновесие между жидкостью и насыщенным паром.
Участок FA — перегретая жидкость.
Участок левее точки F — нормальная жидкость.

Пересы́щенный пар — пар, давление которого превышает давление насыщенного пара при данной температуре, является метастабильным термодинамическим состоянием. Может быть получен путём увеличения давления пара в объёме, свободном от центров конденсации (пылинок, ионов, капелек жидкости малых размеров и т. д.). Другой способ получения — охлаждение насыщенного пара при тех же условиях. В связи с последним способом получения насыщенного пара применительно к нему используется также наименование переохлаждённый пар. Кроме того, иногда в литературе встречается термин перенасыщенный пар.
Состояние пересыщенного пара является метастабильным, то есть такое состояние пара способно существовать длительное время, однако оно является термодинамически неустойчивым. Так, при появлении каких-либо центров конденсации часть пара конденсируется, давление оставшегося пара падает, и он переходит в устойчивое состояние насыщенного пара над сконденсировшейся жидкостью. Устанавливается динамическое равновесие между жидкой и газообразной фазами.
Также термодинамически неустойчивыми, метастабильными состояниями являются перегретая, растянутая и переохлаждённая жидкости, неустойчивые для лавинной кристаллизации при температуре ниже равновесной растворимости или температуры плавления, это перенасыщенные растворы, переохлаждённые расплавы. Перегретая жидкость вскипает при образовании центров парообразования.
Метастабильные состояния наблюдаются не только при фазовых переходах газ-жидкость, жидкость-кристалл, но и при других фазовых переходах состояния вещества, например, изменении кристаллической структуры. Так, углерод в виде аллотропической модификации в виде алмаза при нормальных условиях термодинамически неустойчив и находится в метастабильном состоянии, постепенно превращаясь в графит — при этих условиях в устойчивую фазу. Другой пример — превращение белого олова в серое олово при низких температурах.
Неизвестны метастабильные состояния при плавлении кристаллических твёрдых тел.

## Применение
Охладить пар и получить в результате пересыщенный пар можно путём быстрого расширения непересыщенного пара, в процессе близком к адиабатическому. При быстром расширении существенный теплообмен с окружающей средой произойти не успевает, поэтому в таком процессе пар охлаждается. Этот способ получения пересыщенного пара используется в камере Вильсона — устройстве, предназначенном для визуализации траекторий заряженных частиц.
Быстрая заряженная частица, влетевшая в камеру, наполненную пересыщенным паром, при столкновениях с молекулами газа вызывает их ионизацию. Образовавшиеся ионы выступают в роли центров (зародышей) конденсации, и пересыщенный пар, находящийся в камере, начинает конденсироваться на них. Постепенно в результате конденсации размер капелек жидкости увеличивается, достигая размеров сопоставимых с длиной волны света и начинают достаточно хорошо рассеивать видимый свет. Эти капельки располагаются цепочкой (треком) вдоль траектории частицы, делают её хорошо видимой и доступной для наблюдения и фотографирования. После регистрации треков частиц в камере Вильсона её необходимо вновь активировать, то есть снова создать в ней пересыщенный пар. Это достигается повышением давления в камере, например, движением поршня на сжатие. При адиабатическом сжатии, сопровождающимся нагревом газа, пересыщенный или насыщенный пар переходят в перегретый пар, при этом крохотные капельки жидкости, взвешенные в газе, быстро испаряются. Последующее адиабатическое расширение газа в камере подготавливает её к повторной регистрации новых треков частиц.
Другой способ получения пересыщенного пара используется в диффузионных камерах, предназначенных для тех же целей, что и камера Вильсона. В этих камерах пересыщение пара происходит в результате непрерывного движения потока пара от относительно горячей крышки камеры к поддерживаемой при пониженной температуре поверхности дна. В пространстве между крышкой и дном формируется область наполненная пересыщенным паром. Вблизи крышки — перегретый пар, вблизи дна — насыщенный пар. В отличие от камеры Вильсона, в диффузионной камере пересыщенный пар существует постоянно, поэтому она может использоваться для наблюдений треков заряженных частиц непрерывно.